# Dave Dinsmore
Dave Dinsmore is een Amerikaanse muzikant. Dinsmore is het meest bekend als bassist van bands als Ché en Unida. Hij is een muzikant uit de Palm Desert Scene.

## Biografie
Dinsmore begon als bassist in de band LAB samen met gistarist Brant Bjork. In 1998 sloot hij zich aan bij de stonerrockband Unida. Met deze band nam hij 1999 een ep op met de band Dozer en het album Coping with the Urban Coyote. Dinsmore verliet de band om in 2000 het album Sounds of Liberation op te nemen onder de naam Ché. In 2013  speelde hij basgitaar op het debuutalbum van de band Serpent Crown, waarvan hij sinds 2009 een vast bandlid is.
In 2014 speelde hij live in de line-up voor Brant Bjork tijdens de Low Desert Punk tour.

## Discografie

### Met L.A.B.
| Jaar | Titel                      | Opmerkingen |
| 1997 | "Burning Leaf / Chihuahua" | basgitaar   |

### MetUnida
| Jaar | Titel                          | Opmerkingen |
| 1999 | "The Best of Wayne-Gro"        | basgitaar   |
| 1999 | "Coping with the Urban Coyote" | basgitaar   |

### MetChé
| Jaar | Titel                  | Opmerkingen |
| 2000 | "Sounds of Liberation" | basgitaar   |

### MetSerpent Crown
| Jaar | Titel           | Opmerkingen |
| 2013 | "Serpent Crown" | basgitaar   |

### MetBrant Bjork and the Low Desert Punk Band
| Jaar | Titel                | Opmerkingen                 |
| 2014 | "Black Power Flower" | basgitaar                   |
| 2016 | "Tao of the Devil"   | basgitaar, muziek schrijver |
| 2017 | "Europe '16"         | basgitaar                   |